# Uitdam
Uitdam is een plaats in de gemeente Waterland in de Nederlandse provincie Noord-Holland, ten zuidoosten van Zuiderwoude en ten zuiden van Marken, aan de Waterlandse Zeedijk, de dijk langs de Gouwzee en het Markermeer, vroeger de Zuiderzee.
Uitdam is een klein dorp met 135 inwoners. Het dorp, ook wel gehucht genoemd, heeft wel een eigen kerk. De hoofdkern van Uitdam is gelegen aan Uitdammer Dorpstraat, tegenover het Uitdammer Die, maar er is ook bewoning in het buitengebied.

## Geschiedenis
Uitdam is in de 13e eeuw ontstaan na de aanleg van een dam. In de 14e eeuw werd de plaats voor het eerst vermeld als Uutdam. Deze plaatsnaam duidt mogelijk op het feit dat de dam aan de buitenzijde aan de zeekust ligt. Het is ook mogelijk dat het de uiterste dam was die werd aangelegd. De plaats is nooit groot geweest, maar kende lang belangrijke inkomsten uit de scheepvaart, met name in de tijd van de VOC.
Uitdam vormde samen met Zuiderwoude in 1628 een heerlijkheid, tot de beide dorpen in 1811 bij de gemeente Broek in Waterland werden gevoegd, die vervolgens in 1991 is opgegaan in de gemeente Waterland.
In 1840 had Uitdam 17 huizen met 88 inwoners. Tegenwoordig heeft het dorp ca. 70 huizen met ca. 170 inwoners. De bewoners waren eigenaren en bestuurders van de scheepskamelen die de koopvaardijschepen over de ondiepte Pampus voerden naar de havens van Amsterdam. Door de aanleg van het Noordhollandsch Kanaal in het begin van de 19e eeuw viel deze inkomstenbron weg. Sinds de 19e eeuw zijn vooral de inkomsten uit de veeteelt van belang. In de 20e eeuw legde Uitdam, zich, samen met het nabijgelegen Marken, toe op het toerisme als nieuwe inkomstenbron.
In de nacht van 13 op 14 januari 1916 brak bij Uitdam de zeedijk door, evenals de dijken bij het nabijgelegen Katwoude en Durgerdam. De doorbraken leidden in een deel van Noord-Holland tot de stormvloed van 1916.
Tijdens de Tweede Wereldoorlog werd in opdracht van de Duitsers op het zuidelijkste puntje van Uitdam een bunker gebouwd. In de jaren na de oorlog werd tussen het eiland Marken en Uitdam een dijk aangelegd. Deze dijk werd op 17 oktober 1957 gesloten, waardoor Marken met het vasteland werd verbonden en niet langer een eiland was. Met het oog op het toerisme werden ten noorden van Uitdam onder meer een jachthaven en een camping aangelegd.

## Kerk
De eerste hervormde kerk werd gebouwd in de 17e eeuw, deze werd in 1836 gesloopt. Een nieuwe kerk werd in gebruik genomen in 1843 en al in 1903 weer gesloopt, waarna uiteindelijk in 1937 de huidige stolpkerk werd gebouwd. 
Het orgel van de kerk werd in 1982 gebouwd door de firma Flentrop Orgelbouw uit Zaandam.

## Openbaar vervoer
- Buurtbus 419 (Broek in Waterland - Ilpendam) van  EBS.
- Van 1959-1991 in de spitsuren bus 111 (Marken - Amsterdam) van NZH.

## Afbeeldingen

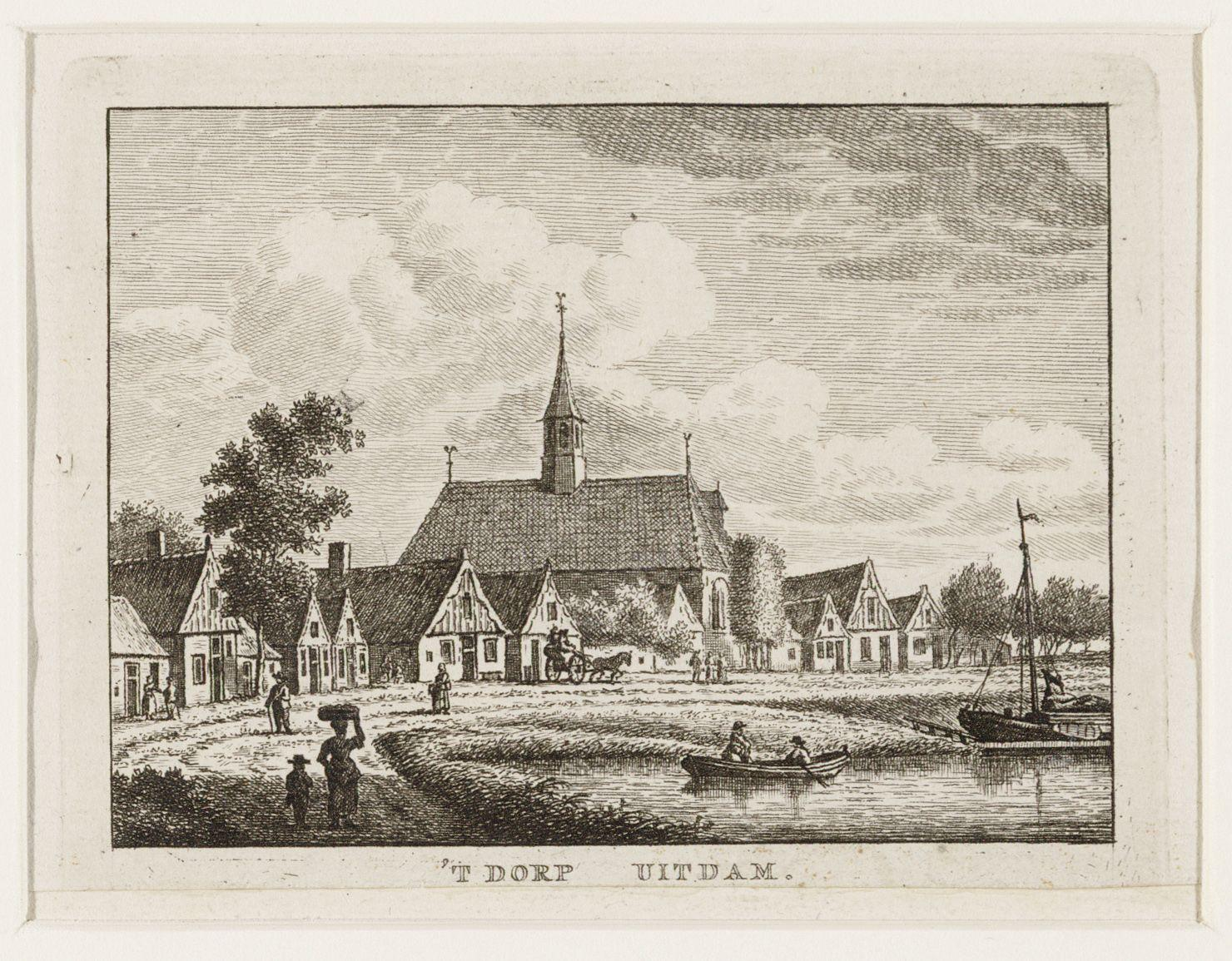
t Dorp Uitdam; circa. 1780.
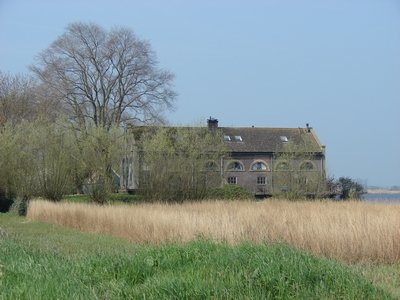
Uitdammerdijk, aan de Uitdammer Die.
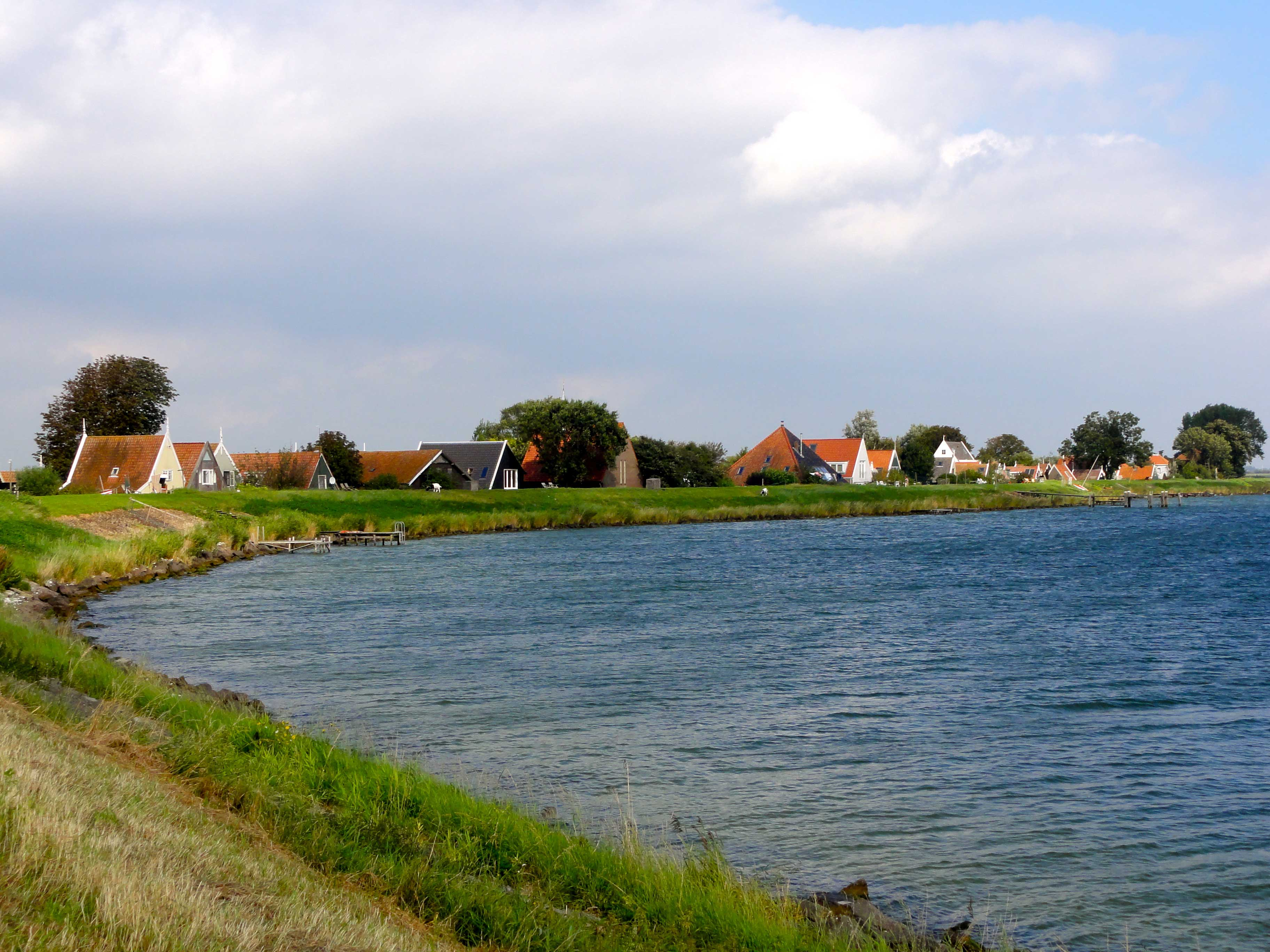
Uitdam aan de Markermeer; 2012.
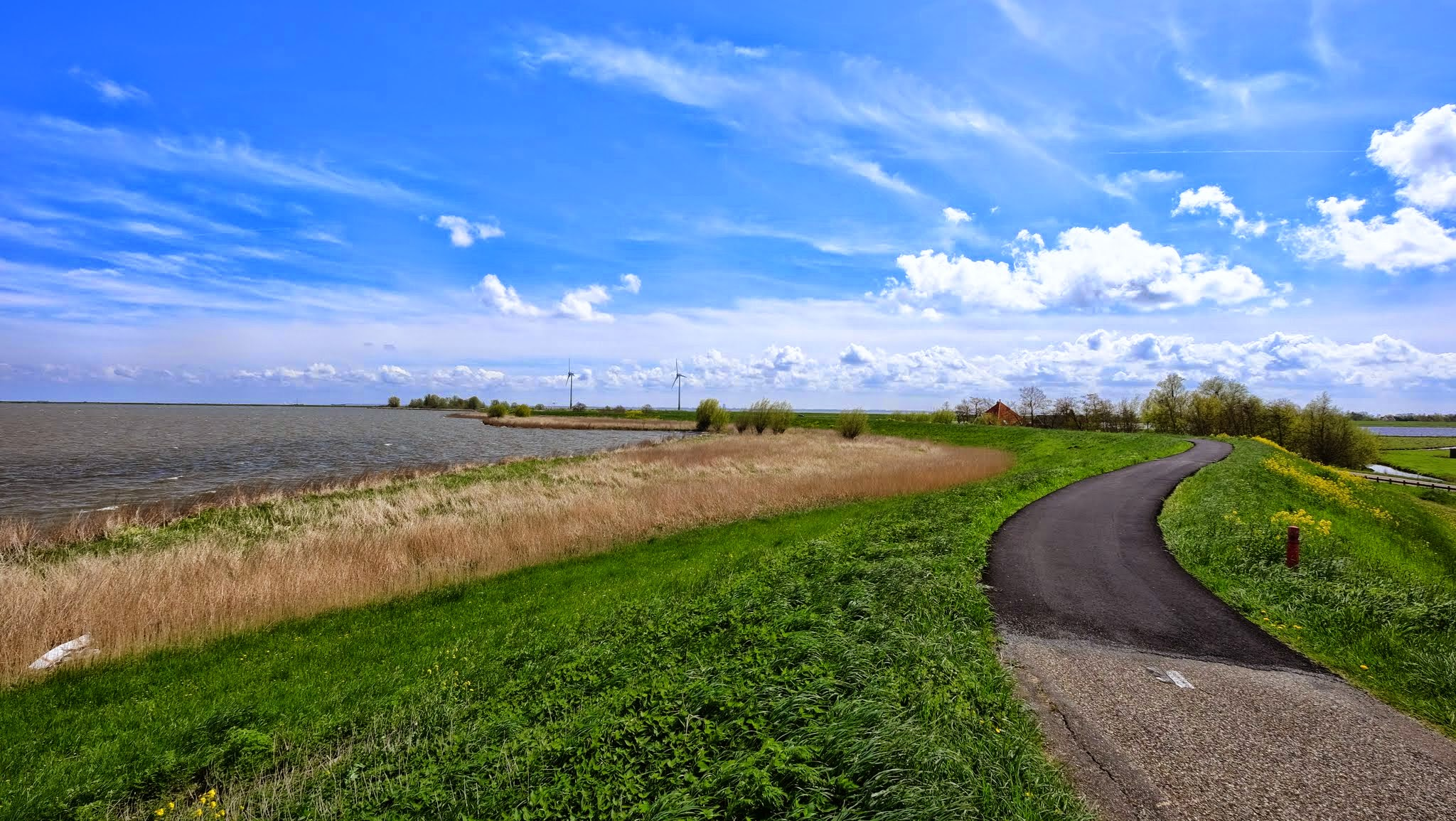
De Uitdammerdijk, naar het zuiden gezien; 2017.